# Warren Ward
Warren Andrew Ward (London, 16 novembre 1989) è un ex cestista canadese.

## Carriera
Con il Canada ha disputato i Giochi panamericani di Guadalajara 2011.